# Барр, Майк (баскетболист)
Майкл Дж. «Майк» Барр (англ. Michael J. "Mike" Barr; родился 19 октября 1950 года в Кантоне, штат Огайо, США) — американский профессиональный баскетболист, который выступал в Американской баскетбольной ассоциации, где отыграл четыре из девяти сезонов её существования, плюс один сезон в Национальной баскетбольной ассоциации. Кроме того успел поиграть в ААБА.

## Ранние годы
Майк Барр родился 19 октября 1950 года в городе Кантон (штат Огайо), где учился в средней школе Леман, в которой играл за местную баскетбольную команду.

## Статистика

### Статистика в НБА
| Сезон                                                                                    | Команда     | Регулярный сезон | Регулярный сезон | Регулярный сезон | Регулярный сезон | Регулярный сезон | Регулярный сезон | Регулярный сезон | Регулярный сезон | Регулярный сезон | Регулярный сезон | Регулярный сезон | Серия плей-офф | Серия плей-офф | Серия плей-офф | Серия плей-офф | Серия плей-офф | Серия плей-офф | Серия плей-офф | Серия плей-офф | Серия плей-офф | Серия плей-офф | Серия плей-офф |
| Сезон                                                                                    | Команда     | GP               | GS               | MPG              | FG%              | 3P%              | FT%              | RPG              | APG              | SPG              | BPG              | PPG              | GP             | GS             | MPG            | FG%            | 3P%            | FT%            | RPG            | APG            | SPG            | BPG            | PPG            |
| ---------------------------------------------------------------------------------------- | ----------- | ---------------- | ---------------- | ---------------- | ---------------- | ---------------- | ---------------- | ---------------- | ---------------- | ---------------- | ---------------- | ---------------- | -------------- | -------------- | -------------- | -------------- | -------------- | -------------- | -------------- | -------------- | -------------- | -------------- | -------------- |
| 1976/77                                                                                  | Канзас-Сити | 73               |                  | 16,8             | 43,7             |                  | 71,9             | 1,8              | 2,4              | 0,7              | 0,2              | 3,9              | Не участвовал  | Не участвовал  | Не участвовал  | Не участвовал  | Не участвовал  | Не участвовал  | Не участвовал  | Не участвовал  | Не участвовал  | Не участвовал  | Не участвовал  |
|                                                                                          | Всего       | 73               |                  | 16,8             | 43,7             |                  | 71,9             | 1,8              | 2,4              | 0,7              | 0,2              | 3,9              | Не участвовал  | Не участвовал  | Не участвовал  | Не участвовал  | Не участвовал  | Не участвовал  | Не участвовал  | Не участвовал  | Не участвовал  | Не участвовал  | Не участвовал  |
| Наведите курсор мыши на аббревиатуры в заголовке таблицы, чтобы прочесть их расшифровку. |             |                  |                  |                  |                  |                  |                  |                  |                  |                  |                  |                  |                |                |                |                |                |                |                |                |                |                |                |

### Статистика в NCAA
| Сезон | Команда | Conf  | Class | GP | GS | MPG | FG%  | 3P% | FT%  | RPG | APG | SPG | BPG | PPG  |
| --- | ------- | ----- | ----- | -- | -- | --- | ---- | --- | ---- | --- | --- | --- | --- | ---- |
| 1969/70 | Дюкейн  | Ind   | SO    | 20 |    |     | 52,9 |     | 62,1 | 2,6 |     |     |     | 3,6  |
| 1970/71 | Дюкейн  | Ind   | JR    | 25 |    |     | 46,3 |     | 79,3 | 2,9 | 2,6 |     |     | 7,8  |
| 1971/72 | Дюкейн  | Ind   | SR    | 25 |    |     | 51,0 |     | 71,1 | 3,4 | 5,7 |     |     | 13,5 |
| Всего | Всего   | Всего | Всего | 70 |    |     | 49,6 |     | 72,3 | 3,0 | 2,9 |     |     | 8,6  |
| Наведите курсор мыши на аббревиатуры в заголовке таблицы, чтобы прочесть их расшифровку Статистика приведена с сайта sports-reference.com |         |       |       |    |    |     |      |     |      |     |     |     |     |      |